# Града (Житомирская область)
Града (укр. Града; до 2016 года — Чубаревка) — село на Украине, находится в Андрушёвском районе Житомирской области.
Код КОАТУУ — 1820382003. Население по переписи 2001 года составляет 41 человек. Почтовый индекс — 13411. Телефонный код — 4136. Занимает площадь 9 км².

## История
- 4 февраля 2016 г. — Верховная Рада переименовала село Чубаревка в село Града[1].

## Адрес местного совета
13411, Житомирская область, Андрушёвский р-н, с. Волосов, ул. Кооперативная, 1